# El dragón (album)
El dragón è il terzo album in studio della cantante spagnola Lola Índigo, pubblicato il 14 aprile 2023 dalla Universal Music.

## Tracce
1. An1mal – 2:44
2. Discoteka (con María Becerra) – 2:54
3. La Santa – 2:45
4. Turismo (con Sael) – 3:26
5. Slowmotion – 3:03
6. Corazones rotos (con Luis Fonsi) – 3:50
7. Para olvidarme de ti – 2:40
8. Las solteras – 2:29
9. Ultravioleta (con Emilia) – 2:41
10. El tonto (con Quevedo) – 3:07
11. Dragón – 3:29

## Classifiche

### Classifiche settimanali
| Classifica (2023) | Posizione massima |
| ----------------- | ----------------- |
| Spagna            | 1                 |

### Classifiche di fine anno
| Classifica (2023) | Posizione |
| ----------------- | --------- |
| Spagna            | 16        |